# 哥倫比亞諾德脂鯉
哥倫比亞諾德脂鯉，為輻鰭魚綱脂鯉目脂鯉亞目脂鯉科的其中一個種，分布於南美洲哥倫比亞亞馬遜河及Caquetá河流域，體長可達6.5公分，棲息在底中層水域，生活習性不明。